# Lliga alemanya d'handbol masculina
La Lliga alemanya d'handbol (originalment en alemany: Handball-Bundesliga), més coneguda com a Bundesliga, és una competició esportiva de clubs d'handbol alemanys. De caràcter anual, està organitzada per la Federació alemanya d'handbol (DHB). Es creà la temporada 1947-48 com a Campionat nacional d'handbol i, inicialment, fou organitzada per la Deutschen Arbeitsausschuss für Handball (DAH). Dos anys més tard, la DHB assumí l'organització de la competició .El seu nom, Bundesliga, i el seu format actual es creà la temporada 1966-67, primer amb dos grups, Nord i Sud, i a partir de la temporada 1977-78 en un grup únic. Hi participen divuit equips que disputen una lligueta a doble volta, L'equip que aconsegueix més punts al final de la competició és declarat campió de la Bundeslliga i té dret a participar en la Lliga de Campions de l'EHF, juntament amb el subcampió, i la Supercopa d'Alemanya de la temporada següent.
Els equips dominadors històrics de la competició són el THW Kiel, el VfL Gummersbach i el Frisch Auf Göppingen. Molts d'aquests han guanyat la Lliga de Campions de l'EHF en diverses ocasions i, per aquest motiu, és considerat el campionat nacional d'handbol més important d'Europa juntament amb la Lliga ASOBAL,

## Clubs participants
A la temporada 2022-23 hi participen divuit equips:
- Bergischer HC
- Füchse Berlin
- HC Erlangen
- Frisch Auf Göppingen
- Handball Sport Verein Hamburg
- TSV Hannover-Burgdorf
- SG Flensburg-Handewitt
- VfL Gummersbach
- ASV Hamm-Westfalen
- THW Kiel
- SC DHfK Leipzig
- TBV Lemgo
- SC Magdeburg
- MT Melsungen
- GWD Minden
- Rhein-Neckar Löwen
- TVB 1898 Stuttgart
- HSG Wetzlar

## Historial
| En negreta = Equip guanyador (p.) = Penals (pro.) = Pròrroga (1) = Nombre de títols Nota: Noms dels equips segons l'època |

- 1948. Berliner SV 1892
- 1949. RSV Mülheim
- 1950. PSV Hambourg
- 1951. PSV Hambourg
- 1952. PSV Hambourg
- 1953. PSV Hambourg
- 1954. Frisch Auf Göppingen
- 1955. Frisch Auf Göppingen
- 1956. Berliner SV 1892
- 1957. THW Kiel
- 1958. Frisch Auf Göppingen
- 1959. Frisch Auf Göppingen
- 1960. Frisch Auf Göppingen
- 1961. Frisch Auf Göppingen
- 1962. THW Kiel
- 1963. THW Kiel
- 1964. Berliner SV 1892
- 1965. Frisch Auf Göppingen
- 1966. VfL Gummersbach

| Edició                   | Temp.                    | Data                     | Campió                      | Resultat                    | Subcampió                | Seu                           | refs                     |
| Deutsche Handballmeister | Deutsche Handballmeister | Deutsche Handballmeister | Deutsche Handballmeister    | Deutsche Handballmeister    | Deutsche Handballmeister | Deutsche Handballmeister      | Deutsche Handballmeister |
| ------------------------ | ------------------------ | ------------------------ | --------------------------- | --------------------------- | ------------------------ | ----------------------------- | ------------------------ |
|                          | 1965-66                  |                          |                             |                             |                          |                               |                          |
| Bundesliga               |                          |                          |                             |                             |                          |                               |                          |
| I                        | 1966-67                  | 25-03-1967               | VfL Gummersbach (2)         | 23-7                        | TV Hochdorf              | Westfalenhallen, Dortmund     | [ 2 ]                    |
| II                       | 1967-68                  | 23-03-1968               | SG Leutershausen (1)        | 23-7                        | VfL Gummersbach          | Sporthalle, Böblingen         | [ 3 ]                    |
| III                      | 1968-69                  | 22-03-1969               | VfL Gummersbach (3)         | 21-13                       | SG Leutershausen         | Westfalenhallen, Dortmund     | [ 4 ]                    |
| IV                       | 1969-70                  | 03-01-1970               | Frisch Auf Göppingen (8)    | 22-18                       | VfL Gummersbach          | Festhalle, Frankfurt del Main | [ 5 ]                    |
| V                        | 1970-71                  | 07-03-1971               | TSV Grün-Weiß Dankersen (1) | 14-10                       | TV Großwallstadt         | Westfalenhallen, Dortmund     | [ 6 ]                    |
| VI                       | 1971-72                  | 30-01-1972               | Frisch Auf Göppingen (9)    | 14-12                       | VfL Gummersbach          | Sporthalle, Böblingen         | [ 7 ]                    |
| VII                      | 1972-73                  | 10-03-1973               | VfL Gummersbach (4)         | 21-18                       | Frisch Auf Göppingen     | Westfalenhallen, Dortmund     | [ 8 ]                    |
| VIII                     | 1973-74                  | 04-05-1974               | VfL Gummersbach (5)         | 19-14                       | TuS 05 Wellinghofen      | Westfalenhallen, Dortmund     | [ 9 ]                    |
| IX                       | 1974-75                  | 03-05-1975               | VfL Gummersbach (6)         | 13-7                        | TSV Grün-Weiß Dankersen  | Westfalenhallen, Dortmund     | [ 10 ]                   |
| X                        | 1975-76                  | 16-05-1976               | VfL Gummersbach (7)         | 12-11                       | TSV Grün-Weiß Dankersen  | Festhalle, Frankfurt del Main | [ 11 ]                   |
| XI                       | 1976-77                  | 15-05-1977               | TSV Grün-Weiß Dankersen (2) | 21-20                       | TV Großwallstadt         | Westfalenhallen, Dortmund     | [ 12 ]                   |
| XII                      | 1977-78                  | N/D                      | TV Großwallstadt (1)        | lligueta                    | VfL Gummersbach          | N/D                           | [ 13 ]                   |
| XIII                     | 1978-79                  | N/D                      | TV Großwallstadt (2)        | lligueta                    | TuS Hofweier             | N/D                           | [ 14 ]                   |
| XIV                      | 1979-80                  | N/D                      | TV Großwallstadt (3)        | lligueta                    | VfL Gummersbach          | N/D                           | [ 15 ]                   |
| XV                       | 1980-81                  | N/D                      | TV Großwallstadt (4)        | lligueta                    | VfL Gummersbach          | N/D                           | [ 16 ]                   |
| XVI                      | 1981-82                  | N/D                      | VfL Gummersbach (8)         | lligueta                    | TV Großwallstadt         | N/D                           | [ 17 ]                   |
| XVII                     | 1982-83                  | N/D                      | VfL Gummersbach (9)         | lligueta                    | THW Kiel                 | N/D                           | [ 18 ]                   |
| XVIII                    | 1983-84                  | N/D                      | TV Großwallstadt (5)        | lligueta                    | TuSEM Essen              | N/D                           | [ 19 ]                   |
| XIX                      | 1984-85                  | N/D                      | VfL Gummersbach (10)        | lligueta                    | THW Kiel                 | N/D                           | [ 20 ]                   |
| XX                       | 1985-86                  | N/D                      | TuSEM Essen (1)             | lligueta                    | MTSV Schwabing           | N/D                           | [ 21 ]                   |
| XXI                      | 1986-87                  | N/D                      | TuSEM Essen (2)             | lligueta                    | TV Großwallstadt         | N/D                           | [ 22 ]                   |
| XXII                     | 1987-88                  | N/D                      | VfL Gummersbach (11)        | lligueta                    | HSG TuRU Düsseldorf      | N/D                           | [ 23 ]                   |
| XXIII                    | 1988-89                  | N/D                      | TuSEM Essen (3)             | lligueta                    | THW Kiel                 | N/D                           | [ 24 ]                   |
| XXIV                     | 1989-90                  | N/D                      | TV Großwallstadt (6)        | 2-1 (19-15 / 18-20 / 22-21) | TSV Milbertshofen        | Final en format de play-off   | [ 25 ]                   |
| XXV                      | 1990-91                  | N/D                      | VfL Gummersbach (11)        | 2-0 (18-15 / 14-16)         | SC Magdeburg             | Final en format de play-off   | [ 26 ]                   |
| XXVI                     | 1991-92                  | N/D                      | SG Wallau/Massenheim (1)    | 2-0 (17-24 / 18-16)         | SG Leutershausen         | Final en format de play-off   | [ 27 ]                   |
| XXVII                    | 1992-93                  | N/D                      | SG Wallau/Massenheim (2)    | lligueta                    | TV Niederwürzbach        | N/D                           | [ 28 ]                   |
| XXVIII                   | 1993-94                  | N/D                      | THW Kiel (4)                | lligueta                    | SG VfL/BHW Hameln        | N/D                           | [ 29 ]                   |
| XXIX                     | 1994-95                  | N/D                      | THW Kiel (5)                | lligueta                    | TV Niederwürzbach        | N/D                           | [ 30 ]                   |
| XXX                      | 1995-96                  | N/D                      | THW Kiel (6)                | lligueta                    | SG Flensburg-Handewitt   | N/D                           | [ 31 ]                   |
| XXXI                     | 1996-97                  | N/D                      | TBV Lemgo (1)               | lligueta                    | SG Flensburg-Handewitt   | N/D                           | [ 32 ]                   |
| XXXII                    | 1997-98                  | N/D                      | THW Kiel (7)                | lligueta                    | TBV Lemgo                | N/D                           | [ 33 ]                   |
| XXXIII                   | 1998-99                  | N/D                      | THW Kiel (8)                | lligueta                    | SG Flensburg-Handewitt   | N/D                           | [ 34 ]                   |
| XXXIV                    | 1999-00                  | N/D                      | THW Kiel (9)                | lligueta                    | SG Flensburg-Handewitt   | N/D                           | [ 35 ]                   |
| XXXV                     | 2000-01                  | N/D                      | SC Magdeburg (1)            | lligueta                    | TBV Lemgo                | N/D                           | [ 36 ]                   |
| XXXVI                    | 2001-02                  | N/D                      | THW Kiel (10)               | lligueta                    | HSG Nordhorn             | N/D                           | [ 37 ]                   |
| XXXVII                   | 2002-03                  | N/D                      | TBV Lemgo (2)               | lligueta                    | SG Flensburg-Handewitt   | N/D                           | [ 38 ]                   |
| XXXVIII                  | 2003-04                  | N/D                      | SG Flensburg-Handewitt (1)  | lligueta                    | THW Kiel                 | N/D                           | [ 39 ]                   |
| XXXIX                    | 2004-05                  | N/D                      | THW Kiel (11)               | lligueta                    | SG Flensburg-Handewitt   | N/D                           | [ 40 ]                   |
| XL                       | 2005-06                  | N/D                      | THW Kiel (12)               | lligueta                    | SG Flensburg-Handewitt   | N/D                           | [ 41 ]                   |
| XLI                      | 2006-07                  | N/D                      | THW Kiel (13)               | lligueta                    | HSV Hamburg              | N/D                           | [ 42 ]                   |
| XLII                     | 2007-08                  | N/D                      | THW Kiel (14)               | lligueta                    | SG Flensburg-Handewitt   | N/D                           | [ 43 ]                   |
| XLIII                    | 2008-09                  | N/D                      | THW Kiel (15)               | lligueta                    | HSV Hamburg              | N/D                           | [ 44 ]                   |
| XLIV                     | 2009-10                  | N/D                      | THW Kiel (16)               | lligueta                    | HSV Hamburg              | N/D                           | [ 45 ]                   |
| XLV                      | 2010-11                  | N/D                      | HSV Hamburg (1)             | lligueta                    | THW Kiel                 | N/D                           | [ 46 ]                   |
| XLVI                     | 2011-12                  | N/D                      | THW Kiel (17)               | lligueta                    | SG Flensburg-Handewitt   | N/D                           | [ 47 ]                   |
| XLVII                    | 2012-13                  | N/D                      | THW Kiel (18)               | lligueta                    | SG Flensburg-Handewitt   | N/D                           | [ 48 ]                   |
| XLVIII                   | 2013-14                  | N/D                      | THW Kiel (19)               | lligueta                    | Rhein-Neckar Löwen       | N/D                           | [ 49 ]                   |
| XLIX                     | 2014-15                  | N/D                      | THW Kiel (20)               | lligueta                    | Rhein-Neckar Löwen       | N/D                           |                          |
| L                        | 2015-16                  | N/D                      | Rhein-Neckar Löwen (1)      | lligueta                    | SG Flensburg-Handewitt   | N/D                           |                          |
| LI                       | 2016-17                  | N/D                      | Rhein-Neckar Löwen (2)      | lligueta                    | SG Flensburg-Handewitt   | N/D                           | [ 50 ]                   |
| LII                      | 2017-18                  | N/D                      | SG Flensburg-Handewitt (2)  | lligueta                    | Rhein-Neckar Löwen       | N/D                           |                          |
| LIII                     | 2018-19                  | N/D                      | SG Flensburg-Handewitt (3)  | lligueta                    | THW Kiel                 | N/D                           | [ 51 ]                   |
| LIV                      | 2019-20                  | N/D                      | THW Kiel (21)               | lligueta                    | SG Flensburg-Handewitt   | N/D                           |                          |
| LV                       | 2020-21                  | N/D                      | THW Kiel (22)               | lligueta                    | SG Flensburg-Handewitt   | N/D                           |                          |
| LVI                      | 2021-22                  | N/D                      | SC Magdeburg (2)            | lligueta                    | THW Kiel                 | N/D                           |                          |
| LVII                     | 2022-23                  | N/D                      |                             | lligueta                    |                          | N/D                           |                          |

## Palmarès
| Club                   | Campió | Subcampió | Anys campió | Anys subcampió |
| ---------------------- | ------ | --------- | --- | --- |
| THW Kiel               | 20     | 7         | 1956-57, 1961-62, 1962-63, 1993-94, 1994-95, 1995-96, 1997-98, 1998-99, 1999-00, 2001-02, 2004-05, 2005-06, 2006-07, 2007-08, 2008-09, 2009-10, 2011-12, 2012-13, 2013-14, 2014-15 | 1982-83, 1984-85, 1988-89, 2003-04, 2010-11, 2018-19, 2021-22                                                                |
| VfL Gummersbach        | 12     | 6         | 1965-66, 1966-67, 1968-69, 1972-73, 1973-74, 1974-75, 1975-76, 1981-82, 1982-83, 1984-85, 1987-88, 1990-91                                                                         | 1967-68, 1969-70, 1971-72, 1977-78, 1979-80, 1980-81                                                                         |
| Frisch Auf Göppingen   | 9      | 1         | 1953-54, 1954-55, 1957-58, 1958-59, 1959-60, 1960-61, 1964-65, 1969-70, 1971-72 | 1972-73 |
| TV Großwallstadt       | 6      | 4         | 1977-78, 1978-79, 1979-80, 1980-81, 1983-84, 1989-90 | 1970-71, 1976-77, 1981-82, 1986-87                                                                                           |
| SV Polizei Hamburg     | 4      |           | 1949-50, 1950-51, 1951-52, 1952-53 | |
| TuSEM Essen            | 3      | 1         | 1985-86, 1986-87, 1988-89 | 1983-84 |
| SG Flensburg-Handewitt | 2      | 14        | 2003-04, 2017-18 | 1995-96, 1996-97, 1998-99, 1999-00, 2002-03, 2004-05, 2005-06, 2007-08, 2011-12, 2012-13, 2015-16, 2016-17, 2019-20, 2020-21 |
| Rhein-Neckar Löwen     | 2      | 3         | 2015-16, 2016-17 | 2013-14, 2014-15, 2017-18 |
| TBV Lemgo              | 2      | 2         | 1996-97, 2002-03 | 1997-98, 2000-01 |
| SG Wallau/Massenheim   | 2      |           | 1991-92, 1992-93 | |
| GWD Minden             | 2      |           | 1970-71, 1976-77 | |
| Berliner SV 1892*      | 2      |           | 1955-56, 1963-64 | |
| HSV Hamburg            | 1      | 3         | 2010-11 | 2006-07, 2008-09, 2009-10 |
| SG Leutershausen       | 1      | 2         | 1967-68 | 1968-69, 1991-92 |
| SC Magdeburg           | 1      | 1         | 2000-01 | 1990-91 |